# 28416 Ngqin
28416 Ngqin este un asteroid din centura principală de asteroizi.

## Descriere
28416 Ngqin este un asteroid din centura principală de asteroizi. A fost descoperit pe 3 noiembrie 1999 la Socorro, New Mexico, în cadrul proiectului LINEAR. Asteroidul prezintă o orbită caracterizată de o semiaxă mare de 2,26 ua, o excentricitate de 0,16 și o înclinație de 3,1° în raport cu ecliptica.